# Обміново
Обмі́ново (рос. Обменово) — присілок у складі Варгашинського району Курганської області, Росія. Входить до складу Варгашинської селищної ради.
Населення — 5 осіб (2010, 4 у 2002).